# Verea
Verea – gmina w Hiszpanii, w prowincji Ourense, w Galicji, o powierzchni 94,23 km². W 2011 roku gmina liczyła 1150 mieszkańców.